# Ökofeminismus
Als Ökofeminismus werden soziale und politische Bewegungen und Philosophien bezeichnet, die ökologische Fragen und Anliegen mit feministischer Analyse verbinden. Ökofeministische Bewegungen entstanden Mitte der 1970er Jahre im Zuge der internationalen Umwelt-, Friedens- und Frauenbewegungen und als Reaktion auf verschiedene Umweltkatastrophen. Ökofeministische Ansätze gehen von der strukturellen Ähnlichkeit der Beherrschung der Natur und der Frauen beziehungsweise der weiblichen Reproduktionsfähigkeit und Produktivität aus.

## Geschichte
Ein Jahrzehnt, bevor es den Begriff und die ökofeministische Bewegung gab, veröffentlichte Rachel Carson ihr Buch Der stumme Frühling (The Silent Spring, 1962). Carson war keine explizite Feministin, gilt jedoch, vor allem in der amerikanischen Literatur, als Vorreiterin des Ökofeminismus.
In den siebziger Jahren waren bereits Umweltbewegungen in Ländern des Globalen Südens entstanden, die von Frauen initiiert und überwiegend getragen wurden, wie die von Wangari Maathai gegründete Grüngürtel-Bewegung in Kenia und die Chipko-Bewegung in Indien, an die Ökofeministinnen des Westens wie Maria Mies anknüpften.
Als eine Vorreiterin des akademischen Ökofeminismus in den USA gilt die Literatur- und Kulturkritikerin Annette Kolodny, die 1975 in ihrem Buch The Lay of the Land die Zusammenhänge zwischen der menschlichen Unterwerfung der Natur und der männlichen Unterdrückung der Frau im Rahmen der Westward Expansion untersuchte.
In den USA fand im März 1980 in Amherst (Massachusetts) als Folge des Atomunfalls im Kernkraftwerk Three Mile Island die erste ökofeministische Konferenz statt, unter anderem von Grace Paley und Ynestra King organisiert, mit dem Titel Women and Life on Earth. In Westdeutschland bildeten die Kampagnen gegen die Stationierung der Mittelstreckenraketen einen ersten Schwerpunkt ökofeministischer Aktivitäten. Nach der Nuklearkatastrophe von Tschernobyl führten Feministinnen um die Partei der Grünen sowie aus der autonomen Frauenbewegung auf dem internationalen Kongress Frauen & Ökologie. Gegen den Machbarkeitswahn 1986 in Köln Grundsatzdebatten zu ökofeministischen Positionen. Maria Mies entwickelte auf dem Kongress ihren utopischen Entwurf Konturen einer ökofeministischen Gesellschaft, der sich aus einer differenzfeministischen Kritik der Moderne herleitete.
In den USA wechselte der Ökofeminismus in den späten 1980er Jahren von einer akademischen zu einer populären Bewegung. Als Grund für seine Popularisierung gilt unter anderem der Essay von Ynestra King What Is Ecofeminism?, der 1987 in der Wochenzeitschrift The Nation erschien.

## Positionen
Ökofeministinnen argumentieren, dass es zwischen der Unterdrückung der Frau im Patriarchat und der Ausbeutung der Natur mit der Folge der Umweltzerstörung, von der Frauen weltweit (bspw. als Mütter, als Klein- und Subsistenzbäuerinnen in der Dritten Welt) in besonderer Weise betroffen seien, Zusammenhänge gebe. Angesichts der ökologischen Herausforderungen hätten individualemanzipatorische Ansätze ihre Grenzen. Feministische Theorie müsse eine ökologische Perspektive einschließen und umgekehrt müssten die Lösungen ökologischer Probleme eine feministische Perspektive mit einschließen. Die ökofeministische Utopie zielt auf die Beendigung der Dominanz über Natur und Frauen. Die internationale ökofeministische Bewegung besitzt jedoch keine einheitliche theoretische oder philosophische Grundlage. Einflussreich waren in der Anfangszeit die naturwissenschaftskritischen Schriften von Autorinnen wie der Wissenschaftshistorikerin Carolyn Merchant und Evelyn Fox Keller. In neueren Schriften decken ökofeministische Theoretikerinnen Gemeinsamkeiten zwischen einem zerstörerischen Umgang mit der Natur und Sexismus, Rassismus, Neokolonialismus, Klassen- und Artendiskriminierung auf.
Die Strömung des kulturellen Ökofeminismus, der vor allem in den USA populär war, geht von einer positiven Beziehung zwischen Frauen und Natur aufgrund der weiblichen biologischen Fähigkeit des Gebärens aus und plädiert für spezifische weibliche Werte, basierend auf der Annahme, dass alle Frauen einen besonderen Zugang zur Natur haben und fürsorglicher als Männer mit ihr umgehen. Prominente Vertreterinnen dieser Strömung sind zum Beispiel Susan Griffin, Mary Daly und Starhawk. Dem kulturellen Ökofeminismus geht es um ein holistisches Welt- und Menschenbild, das Körper, Intuition, Gefühl und Spiritualität einbezieht.
Eine andere Strömung, die als sozialer Ökofeminismus bezeichnet wird, kritisiert das Verhältnis von Frauen zur Natur als sozial bedingt und historisch gewachsen, das aus der potentiellen Reproduktionsfähigkeit des Frauenkörpers immer wieder neu hergestellt werde. „Ein Mehr an Wissen und Erfahrung im Umgang mit der Natur erwachse den Frauen aufgrund der geschlechtshierarchischen Arbeitsteilung.“ (Christine Bauhardt). Diese Strömung vertreten u. a. die britische Sozialwissenschaftlerin Mary Mellor, die amerikanische Publizistin Janet Biehl, die indischen Wissenschaftlerinnen Bina Agarwal und Vandana Shiva, und im deutschen Sprachraum die Soziologin Maria Mies. In ihren Schriften theoretisieren sie die Unterdrückungsverhältnisse von Frauen und der Natur und entwickeln Handlungsstrategien. Insbesondere Vandana Shiva und Maria Mies haben den Ökofeminismus um die internationale Perspektive ausgeweitet und Konzepte entwickelt und konkretisiert, die soziale und ökologische Anliegen unter feministischem Blickwinkel zusammenführten.
Gemeinsam ist allen ökofeministischen Ansätzen die Forderung nach einer grundsätzlichen Neudefinition des Naturbegriffs. Barbara Holland-Cunz präzisierte den Begriff Ökofeminismus 1994 folgendermaßen:

„Wenn ich [...] von 'dem Ökofeminismus' spreche, so muss dies als Kürzel für die gesamte Breite der naturphilosophischen, gesellschaftstheoretischen, naturwissenschaftskritischen und -historischen Ansätze gelten, die sich aus einer feministischen Sicht mit der ökologischen Krise, dem gesellschaftlichen Natur- und Geschlechterverhältnis und Möglichkeiten ihrer praktischen Lösung beschäftigen.“

In den 1980er Jahren begannen Feministinnen auch politische und wissenschaftliche Kritiken an der Gen- und Reproduktionstechnologie zu entwickeln. Ein Klassiker zu diesem Thema ist das Buch der amerikanischen Journalistin Gena Corea The Mother Machine von 1985, das 1986 in deutscher Übersetzung unter dem Titel MutterMaschine erschien und in dem Corea die neuen Reproduktionstechnologien als „Krieg gegen den Mutterleib“ beschrieb. Feministische Analysen der Verfügbarkeit über den weiblichen Körper durch neue technologische Methoden (wie Embryotransfer, pränatale Diagnostik) und Denkansätze einer feministisch-ethischen Position zur Bio- und Reproduktionstechnologie wurden von Theoretikerinnen wie Barbara Duden, der feministischen Medizinethikerin Janice Raymond und Maria Mies aus verschiedenen Perspektiven erörtert.
Aufgrund der Vielfalt und Unterschiedlichkeit ökofeministischer Ansätze und der Ausdifferenzierung feministischer Theorien in den 1990er Jahren ist der Begriff Ökofeminismus heute kaum noch gebräuchlich. Ökofeministische Theorien und Denkansätze werden jedoch unter anderem in der sozialökologischen Forschung in den Fachgebieten Gender und Umwelt/Globalisierung/Nachhaltigkeit aufgegriffen und weiterentwickelt. „Diesen Ansätzen ist gemeinsam, dass sie sich von der essenzialistischen Unterstellung einer größeren Naturnähe von Frauen qua biologischem Geschlecht abgrenzen und von einem sozialkonstruktivistischen Verständnis von „Geschlecht“ ausgehen.“